# Distretto di Xiangfu

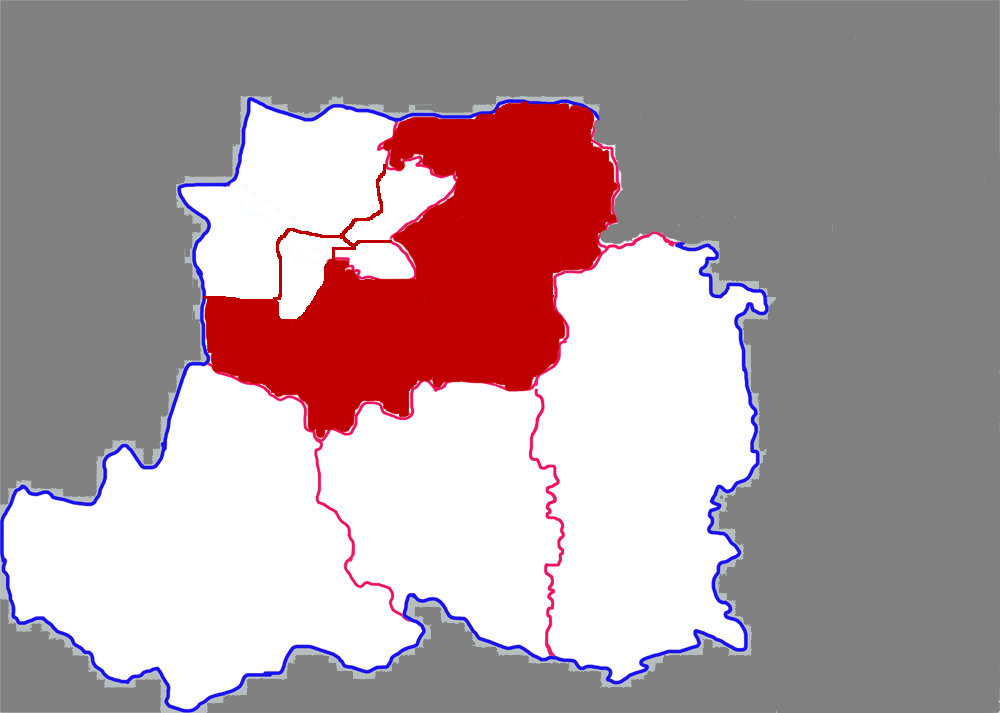
Posizione di Xiangfu (祥符) distretto della prefettura
di Kaifeng, Henan, China

Il distretto di Xiangfu (祥符区S, Xiángfú QūP) è un distretto della Cina, situato nella provincia di Henan e amministrato dalla prefettura di Kaifeng.